# Reziliență
În tehnică, în special în știința materialelor reziliența este proprietatea unui material solid de a absorbi o energie la o deformare elastică și de a o restitui la revenirea la starea inițială.
Modulul de reziliență este definit drept energia maximă care poate fi absorbită per unitate de volum fără a crea o deformație permanentă. Poate fi calculat prin integrarea curbei tensiune–alungire de la zero până la limita de elasticitate. În tensiune uniaxială, în ipoteza elasticității liniare modulul de reziliență, Ur, este
{\displaystyle U_{r}={\frac {\sigma _{y}^{2}}{2E}}={\frac {\sigma _{y}\varepsilon _{y}}{2}}}
unde  σy este tensiunea de curgere, εy este deformația la curgere, iar E este modulul lui Young. Această analiză nu este valabilă pentru materiale elastice neliniare precum cauciucul, pentru care trebuie utilizată aria de sub curbă până la limita de elasticitate.

## Unitatea de reziliență
În SI valoarea modulului de reziliență, Ur, se exprimă în joule pe metru cub (J/m3), la fel cu modulul de tenacitate.

## În România
În sursele românești reziliența este definită prin încercarea la șoc, la fel cu tenacitatea, iar prin „tenacitate” se înțelege o „reziliență” mare. Unele surse definesc reziliența ca fiind o mărime caracteristică pentru comportarea materialelor la solicitările prin șoc, egală cu raportul dintre lucrul mecanic efectuat pentru ruperea la încovoiere (prin șoc) a unei epruvete și valoarea inițială a ariei secțiunii transversale la care s-a produs ruperea.
Având în vedere că prin natura sa încercările la șoc, Charpy sau Izod, nu se pot executa fără deformarea epruvetei, definiția dată în introducere se poate aplica numai dacă pe stand se poate ridica toată curba tensiune–deformare.